# Berengário de Namur
Berengário de Namur ou Berenger de Namur (em latim: Berengarius; ? - 940) foi um nobre medieval, conde de Namur desde 908 até a sua morte.

## Biografia
Muito pouco se sabe sobre as origens de Berengário. Pelo nome, poderia estar relacionado os Unrochides, uma família da nobreza franca estabelecida na Itália. 
Aparece na documentação da época em 908 como Conde de Lomme, terra que mais tarde se tornaria parte do condado de Namur. Os Anais de Flodoardo mencionam-no entre 907 e 924. Nesse período, Berengário atacou Gilberto de Lotaríngia que mantinha como prisioneiros os filhos de Reginaldo II de Hainaut.

## Relações familiares
Foi casado com uma filha de Reginaldo I de Langhals, mas não se sabe se tiveram filhos. Na Vita Broniensis Gerardi Abbatis afirma-se que os descendentes de Berengário continuaram a assegurar o condado de Namur, mas a ausência dos nomes de Berengário e Reginaldo sugerem que essa seria a descendência de uma linha genealógica colateral.
Alguns genealogistas informam que Sinfória de Hainaut, filha de Reginaldo I de Langhals, seria nome da esposa de Berengário.
Dos seus casamentos foi pai de:
1. Roberto I de Namur (? - entre 974 e 981), Conde de Namur desde 946 até a sua morte. Foi casado com Ermengarda de Lorena.